# Čtyři mingští mistři
Čtyři mingští mistři (čínsky v českém přepisu Ming s’-ťia, pchin-jinem Míng sìjiā, znaky 明四家) je označení pro čtyři přední malíře mingského období čínských dějin.
Čtyři mingští mistři jsou:
- Šen Čou (1427–1509),
- Wen Čeng-ming (1470–1559),
- Tchang Jin (1470–1523),
- Čchiou Jing (asi 1494–1552).

Čtyři mistři působili v Su-čou, udržovali přátelské styky a důvěrně znali svá díla. Šen-čou byl zakladatelem školy Wu, Wen Čeng-ming jeho žákem. Kvůli svému původu jsou označováni i za „čtyři sučouské mistry“, nebo „čtyři mistry z Wu-men“ (čínsky v českém přepisu Wu-men s’-ťia, pchin-jinem Wú-mén Sì-jiā, znaky zjednodušené 吴门四家, tradiční 吴門四傢; Wu-men je jiné jméno pro Su-čou).